# Elaeocarpus geminiflorus
Elaeocarpus geminiflorus är en tvåhjärtbladig växtart som beskrevs av Brongn. & Gris. Elaeocarpus geminiflorus ingår i släktet Elaeocarpus och familjen Elaeocarpaceae. Inga underarter finns listade i Catalogue of Life.